# نواب وقار الملك
نواب وقار الملك كامبو أو نواب وقار الملك مولوي واسمه الحقيقي مشتاق حسين زبيري (24 مارس 1841 – 27 يناير 1917) سياسي مسلم وأحد مؤسسي رابطة مسلمي عموم الهند. وهو عم السير ضياء الدين أحمد زبيري عالم الرياضيات الشهير وعمود حركة عليكره.

## بدايته
لاحظ زعيم المسلمين المشهور السير السيد أحمد خان في عام 1861 عمل مشتاق حسين زبيري في مجال الرعاية الاجتماعية في مراد آباد في المناطق المتضررة من المجاعة في الهند.
وفي عام 1866 بدأ مشتاق حسين زبيري حياته السياسية في حركة عليكره، وأصبح عضوًا في جناحها العلمي، وترجم كتابًا بعنوان «الثورة الفرنسية ونابليون».
ثم شغل منصب سكرتير قانوني في حكومة دولة حيدر آباد في ديكان لبعض الوقت، ثم انضم إلى إدارة الإيرادات بأوامر سلالة نظام الملك. وشغل منصب سكرتير شخصي ومستشار لرئيس الوزراء نواب بشير داولا وأصبح في النهاية نائب رئيس وزراء ولاية حيدر آباد.
وفي 9 ديسمبر 1890 مُنح لقب نواب وقار الملك. وفي أكتوبر 1892 عمل بالتدريس الجامعي في عليكره بولاية أتر برديش، وكان معجبًا بالسير السيد أحمد خان، وكان من أكثر المتابعين المتحمسين له.

## تأسيس رابطة مسلمي عموم الهند
كان نواب وقار الملك أحد مؤسسي رابطة مسلمي عموم الهند، وفي ديسمبر 1906 نظم نواب وقار الملك وأغا خان الثالث ونواب سليم الله خان في دكا «مؤتمرًا تعليميًا لعموم الهند المحمدية»، وأطلقوا أيضًا حزبًا جديدًا يسمى رابطة مسلمي عموم الهند والذي أصبح نواب وقار الملك أمينه العام.

## وفاته
بسبب سوء حالته الصحية تخلى نواب وقار الملك عن منصب الأمين العام لجامعة عليكره في 1912، وأصيب بالشلل بسبب السكتة الدماغية بحلول عام 1915، وبعد مرض طويل توفي في 27 يناير 1917 عن عمر يناهز 75 عامًا. ودفن في مقبرة عائلته في أمروها بولاية أتر برديش.